# Dagmar Hastrup (Rose)
Die Rosa-Rugosa-Hybride Dagmar Hastrup, Synonym 'Fru Dagmar Hastrup', 'Frau Dagmar Hastrup' oder 'Fru Dagmar Hartopp', wurde vom dänischen Züchter Poulsen 1914 gezüchtet und ab 1934 von Wayside Gardens in den USA vertrieben. Die Sorte wächst etwa 60 cm hoch, flächendeckend, blüht remontierend mit ungefüllten, duftenden, rosa Blüten und bildet im Herbst große rote Hagebutten aus.
Auf kalkreichen Böden sind veredelte Rosenpflanzen vorzuziehen, sonst kann die Sorte auch wurzelecht verwendet werden.